# Giraudia grisescens
Giraudia grisescens är en stekelart som först beskrevs av Johann Ludwig Christian Gravenhorst 1829.  Giraudia grisescens ingår i släktet Giraudia och familjen brokparasitsteklar. Arten är reproducerande i Sverige. Inga underarter finns listade i Catalogue of Life.